# Johann Nepomuk Kalcher
Pour les articles homonymes, voir Kalcher.
Johann Nepomuk Kalcher (né le 15 mai 1764, décédé le 2 février 1827) était un organiste et compositeur allemand. Il fut un élève de Joseph Graetz et un instructeur du jeune Carl Maria von Weber lorsque ce dernier s'installa à Munich en 1798.